# رضوان بن وناس
رضوان بن وناس (انگلیسی: Radhouane Ben Ouanès؛ زادهٔ ۲۸ آوریل ۱۹۸۰) بازیکن فوتبال اهل تونس بود.
وی همچنین در تیم ملی فوتبال تونس بازی کرده‌است.